# Kühlcontainerüberwachung
Auf den weltweit rund 5.000 Containerschiffen mit rund 2 Mio. TEU-Kühlcontainerstellplätzen gibt es verschiedene Systeme der Kühlcontainerüberwachung zur Erhaltung der Funktionalität. Beladene Kühlcontainer werden auf den Schiffen und auf Containerterminals im Hafen durch die Vierdraht-Überwachung bzw. als Power Cable Transmission bezeichnete Trägerfrequenzanlagen überwacht.

## Kühlcontainerüberwachung
Kühlcontainer erfordern auf den Schiffen und auf dem Containerterminal im Hafen personellen Aufwand zur Kontrolle der Kühlcontaineraggregate und der Temperaturen der Kühlladung. Um den Zustand der einzelnen Kühlcontainer zu kontrollieren und zu dokumentieren, werden pro Tag mehrfach Kontrollgänge durchgeführt.

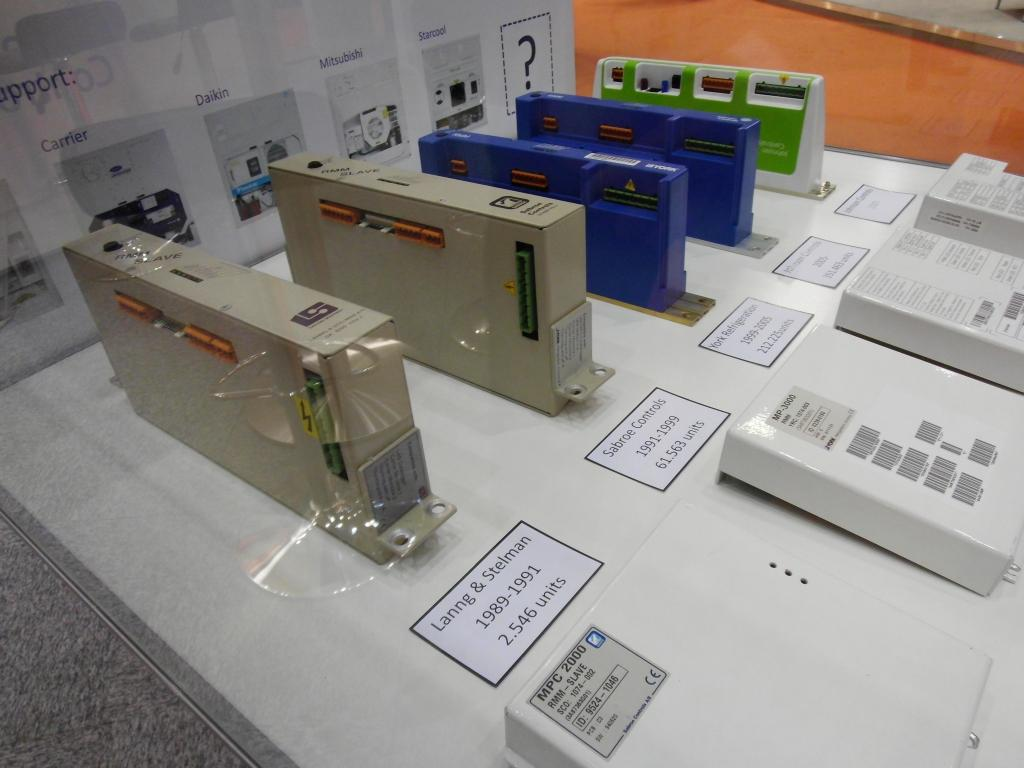
Entwicklung von Modems für Kühlcontainer

## Vierdraht-Überwachung
Zur Personaleinsparung wurde schon früh eine Fernüberwachung der Kühlcontainer entwickelt, die als sogenannte Vierdraht-Überwachung bekannt geworden ist. Dafür ist am Container eine mit dem Controller verbundene Steckdose installiert, in die ein zusätzliches Signalkabel an den Kühlcontainer angeschlossen wird. Das Signalkabel führt in das Schiffsbüro oder den Maschinenkontrollraum des Schiffes und zeigt an, ob der Kälteverdichter arbeitet oder ob der Verdampfer abgetaut wird. Außerdem wird gemeldet, ob sich die Temperatur im zulässigen Bereich befindet. Ursprünglich waren damit mehr als 75 % aller Kühlcontainer ausgestattet, mit sinkender Tendenz.

## Power Cable Transmission
Eine technisch anspruchsvollere Lösung wurde mit den Trägerfrequenzanlagen realisiert, die die zu übertragende Informationen über eine oder mehrere Trägerfrequenzen zusätzlich auf die immer vorhandene Stromversorgungsleitung moduliert. Sie ist als Powerline-Kommunikation bekannt. In der Schifffahrt wird sie allgemein als Power Cable Transmission (PCT) bezeichnet.
Der Vorteil bei dieser Methode ist, dass die zusätzliche Signalleitung entfällt, wodurch sich auch die Arbeit beim Anschließen der Kühlcontainer an Bord und in den Containerterminals verringert. Ein deutlicher Fortschritt ist, dass bei dieser Methode Informationen in beiden Richtungen übertragen werden können. Damit können durch berechtigte Personen auch die Einstellwerte wie der Temperatursollwert ferngesteuert verändert werden. Noch interessanter ist, dass damit auch die Pre-Trip-Inspektion (PTI) des leeren Kühlcontainers an Bord oder im Hafen ferngesteuert durchgeführt werden kann, wodurch Kosten gespart werden.
Diese Vorteile führen dazu, dass die bisherigen Methode der Vierdraht-Überwachung weitgehend verdrängt wird. Die PCT-Methode benötigt als zusätzliche Ausstattung in jedem Kühlcontainer ein Modem. Auf dem Containerschiff bzw. Terminal werden außerdem mehrere Mastermodems installiert, die Anzahl richtet sich nach der Zahl Kühlcontainerstellplätze. Über ein Bussystem werden die Daten von den Mastermodems an den Leitrechner im Schiff bzw. Terminal übermittelt, der die Daten speichert, anzeigt und, falls notwendig, Alarme auslöst.